# Jevgeni Novikov
Jevgeni Novikov (Narva, 28 giugno 1980) è un ex calciatore estone, di ruolo centrocampista.

## Carriera

### Club
Ha giocato nella massima serie estone, campionato che nel 2001 e nel 2002 ha anche vinto, con il Flora Tallinn.

### Nazionale
Tra il 2001 ed il 2008 ha totalizzato complessivamente 13 presenze e 2 reti con la maglia della nazionale estone.

## Palmarès

### Club

#### Competizioni nazionali
- Campionato estone: 2

Flora Tallinn: 2001, 2002